# Municipio de Parker (Pensilvania)
El municipio de Parker (en inglés: Parker Township) es un municipio ubicado en el condado de Butler en el estado estadounidense de Pensilvania. En el año 2000 tenía una población de 700 habitantes y una densidad poblacional de 11.5 personas por km².

## Geografía
El municipio de Parker se encuentra ubicado en las coordenadas 41°02′53″N 79°48′35″O / 41.04806, -79.80972.

## Demografía
Según la Oficina del Censo en 2000 los ingresos medios por hogar en la localidad eran de $33,854 y los ingresos medios por familia eran $35,703. Los hombres tenían unos ingresos medios de $32,315 frente a los $27,143 para las mujeres. La renta per cápita para la localidad era de $14,434. Alrededor del 18,4% de la población estaban por debajo del umbral de pobreza.